# Estación de Palma del Río
Palma del Río es una estación de ferrocarril situada en el municipio español de Palma del Río, en la provincia de Córdoba (Andalucía). Las instalaciones forman porte de la red de Adif y disponen de servicios de Media Distancia operados por Renfe.

## Situación ferroviaria
Las instalaciones ferroviarias se encuentran situadas en el punto kilométrico 492,8 de la línea férrea de ancho ibérico Alcázar de San Juan-Cádiz,  a 63 metros de altitud sobre el nivel del mar, entre las estaciones de Peñaflor y de Hornachuelos. El tramo es de vía única y está electrificado.

## Historia
La estación fue abierta al tráfico el 5 de marzo de 1859 con la puesta en marcha del tramo Lora del Río-Córdoba de la línea que pretendía unir Sevilla con Córdoba. Las obras y la explotación inicial de la concesión corrieron a cargo de la Compañía del Ferrocarril de Córdoba a Sevilla que se constituyó a tal efecto. En 1875, MZA compró la compañía para unir la presente línea al trazado Madrid-Córdoba, logrando unir así Madrid con Sevilla. En 1941 la nacionalización de la red ferroviaria de ancho ibérico supuso que las instalaciones pasaran a depender de la recién creada RENFE.
Desde enero de 2005, Renfe Operadora explota la línea mientras que Adif es la titular de las instalaciones ferroviarias.

## Servicios ferroviarios

### Media Distancia
Los servicios de Media Distancia de Renfe tienen con principales destinos las ciudades de Sevilla, Córdoba, Jaén y Cádiz.
| Línea MD | Trenes | Origen/Destino |  | Destino/Origen |
| -------- | ------ | -------------- |  | -------------- |
| 66       | MD     | Sevilla Cádiz  |  | Jaén Córdoba   |